# Інга Станітє-Толочкєнє
Інга Станітє-Толочкєнє (лит. Inga Stanytė-Toločkienė; нар. 20 квітня 1977, Вільнюс, Литовська РСР) — литовська дипломатка. Надзвичайний і Повноважний Посол Литовської Республіки в Україні (з 2024).

## Життєпис
Народилася 20 квітня 1977 року у Вільнюсі. У 1998 році закінчила Копенгагенський університет. У 2001 році Інститут міжнародних відносин і політичних наук Вільнюського університету, магістр міжнародних відносин і дипломатії.
З 1999 року працювала в Уряді Литовської Республіки: Головним спеціалістом відділу програм Європейського комітету Департаменту стратегії інтеграції Уряду Литовської Республіки; Заступником начальника відділу аналізу інтеграції Європейського комітету Департаменту стратегії інтеграції Уряду Литовської Республіки (2001—2004); Радником відділу зовнішньої політики Канцелярії Уряду Литовської Республіки (2004).
З 2004 року на дипломатичній роботі в Міністерстві закордонних справ Литовської Республіки була: Радником відділу координації секторальної політики ЄС Департаменту Європейського Союзу (2004—2009); Радником Постійного представництва Литовської Республіки при Європейському Союзі (2009—2012); Радником міністра Постійного представництва Литовської Республіки при Європейському Союзі (2012—2014); Заступником директора Департаменту східної політики сусідства МЗС Литовської Республіки (2014—2017); Директором Департаменту східної політики сусідства МЗС Литовської Республіки (2017—2019); Надзвичайним і Повноважним Послом Литовської Республіки у Республіці Вірменія (2019—2022); Директором з політики Міністерства закордонних справ Литовської Республіки (2022—2024).
19 серпня 2024 року призначена Надзвичайним і Повноважним Послом Литовської Республіки в Україні.
17 вересня 2024 року — вручила копії вірчих грамот заступнику міністра закордонних справ України Євгену Перебийносу.
25 жовтня 2024 року — вручила вірчі грамоти Президенту України Володимиру Зеленському.